# ژان کلود مورلوا
ژان کلود مورلِوا (به فرانسوی: Jean-Claude Mourlevat) (زاده ۲۲ مارس ۱۹۵۲) نویسنده معاصر فرانسوی است.

## زندگی‌نامه
مورلوا در ۱۹۵۲ در شهر آمبر واقع در پوی-دو-دم به دنیا آمده‌است. پس از دریافت دیپلم دبیرستان در شهر زادگاه، تحصیلات عالی خود را در شهرهای تولوز، بن و پاریس ادامه داد و موفق به کسب دیپلم حرفه‌ای تدریس (CAPES) زبان آلمانی شد. بعد از چند سال از تدریس دست کشید و یکسره به تئاتر و خلق رمان پرداخت. اولین رمان خود را با عنوان Histoire de l'enfant et de l’œuf (داستان کودک و تخم‌مرغ) در ۱۹۹۷ منتشر کرد. به اغلب کارهای او جوایز متعددی تعلق گرفته‌است، به ویژه رمان Le Combat d'hiver (نبرد زمستانی). او در رمان Je voudrais rentrer à la maison (می‌خواهم به خانه بازگردم) به شرح زندگی خود پرداخته‌است.